# 日本木管コンクール
日本木管コンクールは、兵庫県加東市で行われる音楽コンクール。1990年からフルート部門とクラリネット部門を毎年交互に行っている。
国内若手演奏家の登竜門として知られているが、国籍に制限はなく、国外からも参加可能。

## 歴史
1990年、旧東条町（兵庫県加東郡）が東条文化会館 (コスミックホール) を建設した際に、同ホールの目玉イベントとして第1回日本木管コンクール（フルート部門）を開催した。
2006年に加東郡の合併により加東市が誕生し、コンクールの運営は加東市および加東文化振興財団に引き継がれる。
2016年、NPO法人新しい風かとうが新たな東条文化会館の指定管理業者となったことに伴い、2016年以降の日本木管コンクールは加東市およびNPO法人新しい風かとうにより運営される。

## 会場
全日程が兵庫県加東市の東条文化会館（コスミックホール）で行われる。
コスミックホールは残響時間2.25秒のシューボックス型のコンサートホールで、優れた音響効果のため参加者からの評判が良い。全日程が一般に公開されている（入場料あり）。

## 日程
毎年10月〜11月に行われる。
例年5月〜6月に募集が開始され、募集締め切りは8月〜9月。

## 予選・本選
楽器により、予選の回数が異なる。
課題曲は、古典から近・現代まで幅広く網羅されている。
全日程にわたって、伴奏はピアノ伴奏のみ。伴奏者は原則同伴となっているが、公式伴奏者を頼むことも可能。

## 表彰
年によってばらつきがある。1位から3位は毎年設置されている（ただし、1位、2位はなしの年もある）。
本選出場者の1〜3位以外の出場者を入選とする年が多い。
また、本選出場者の中から聴衆がもっとも良いと思う演奏を選ぶ「コスモス賞」が第5回（1994年）より毎年設置されている。上位入賞者以外がコスモス賞を受賞することも少なくない。
第5回および第25回には、課題曲賞として保科賞が設置された。
一例として、2016年の表彰および賞金は以下の通り。
| 第1位      | 賞金100万円、賞状、メダル |
| 第2位      | 賞金50万円、賞状、メダル  |
| 第3位      | 賞金20万円、賞状、メダル  |
| 第4位      | 賞金5万円、賞状、メダル   |
| 第5位      | 賞金5万円、賞状、メダル   |
| コスモス賞 | 賞金5万円、賞状           |

## 過去の入賞者
現在の肩書きについては日本木管コンクール公式ページに公表されている。
＊…コスモス賞受賞
★…保科賞受賞
第1回 フルート (1990)
- 1位 - 小林美香
- 2位 - 富久田治彦
- 3位 - 松田菜穂子
- 入選 - 安藤史子
- 入選 - 鈴木貴世

第2回 クラリネット (1991)
- 1位 - 赤坂達三
- 2位 - 三倉麻実
- 3位 - 高尾哲也
- 入選 - 馬渕てるみ
- 入選 - 黒井理恵

第3回 フルート (1992)
- 1位 - 中川佳子
- 2位 - 山本綾香
- 3位 - 平山恵
- 入選 - 松田菜穂子
- 入選 - 角家道子
- 入選 - 仲戸川智隆

第4回 クラリネット (1993)
- 1位 - サトーミチヨ（佐藤路世）
- 2位 - 黒井理恵
- 3位 - 伊藤寛隆
- 入選 - 亀井良信
- 入選 - 杉本亜矢

第5回 フルート (1994)
- 1位 - 倉田優
- 2位 - 櫻井直子
- 3位 - 平山恵
- 入選 - 菊池かなえ
- 入選 - ＊松石隆
- 入選 - ★三瀬直子

第6回 クラリネット (1995)
- 1位 - 原田綾子
- 2位 - 松本健司
- 3位 - ＊亀井良信
- 3位 - 杉本亜矢

第7回 フルート (1996)
- 1位 - 藤井香織
- 2位 - 柳原佑介
- 3位 - 大平記子
- 入選 - 清水和高
- 入選 - 高橋聖純
- 入選 - ＊近藤敬一

第8回 クラリネット (1997)
- 1位 - 糸井裕美子
- 2位 - 井上弦
- 3位 - 重松希巳江
- 入選 - 中野仁視
- 入選 - ＊高子由佳

第9回 フルート (1998)
- 1位 - 柳原佑介
- 2位 - 難波薫
- 3位 - 三瀬直子
- 入選 - 真鍋恵子
- 入選 - ＊森澤祥子

第10回 クラリネット (1999)
- 3位 - ＊竹内未緒
- 入選 - 筒井祥夫
- 入選 - 郡尚恵
- 入選 - 中野仁視

第11回 フルート (2000)
- 1位 - ＊難波薫
- 2位 - 真鍋恵子
- 3位 - 磯貝俊幸
- 3位 - 神谷彩
- 入選 - 斎藤真由美

第12回 クラリネット (2001)
- 1位 - ＊グラッサ・ブルーノ
- 2位 - 小谷口直子
- 3位 - 梅本貴子
- 入選 - 持丸秀一郎
- 入選 - 田淵恵美

第13回 フルート (2002)
- 1位 - 磯貝俊幸
- 2位 - 市川明子
- 3位 - 渡邊玲奈
- 入選 - 東田夏織
- 入選 - 真鍋恵子
- 入選 - 小池郁江
- ＊中川愛

第14回 クラリネット (2003)
- 1位 - ＊亀井良信
- 2位 - 近藤千花子
- 3位 - 八段悠子
- 3位 - 金子平
- 入選 - 柳瀬なつみ

第15回 フルート (2004)
- 1位 - ＊上野由恵
- 2位 - 宮崎由美香
- 3位 - 安原三保子
- 入選 - 中條秀記

第16回 クラリネット (2005)
- 2位 - 武田友智
- 3位 - 川井夏香
- 入選 - ＊筒井祥夫
- 入選 - 大橋裕子
- 入選 - 桜井真理

第17回 フルート (2006)
- 1位 - 濱崎麻里子
- 2位 - 上野博昭
- 3位 - ＊神田勇哉
- 入選 - 井出朋子
- 入選 - 押部朋子
- 入選 - 本宮湖心

第18回 クラリネット (2007)
- 2位 - 篠原猛浩
- 3位 - ＊松尾依子
- 入選 - 式部由姫
- 入選 - 西川智也
- 入選 - 西崎智子

第19回 フルート (2008)
- 1位 - 竹山愛
- 2位 - ＊押部朋子
- 3位 - 泉真由
- 入選 - 古田土明歌
- 入選 - 寺本純子
- 入選 - 野津雄太

第20回 クラリネット (2009)
- 2位 - ＊川上一道
- 3位 - 中秀仁
- 入選 - 鈴木遥
- 入選 - 粟生田直樹
- 入選 - 山内静

第21回 フルート (2010)
- 1位 - ＊金珉京
- 2位 - 泉真由
- 3位 - 野津雄太
- 入選 - 尹智湲
- 入選 - 神田勇哉

第22回 クラリネット (2011)
- 1位 - ＊近藤千花子
- 2位 - 中舘壮志
- 3位 - 勝山大舗
- 入選 - 須東裕基
- 入選 - 鈴木遥
- 入選 - 芹澤美帆

第23回 フルート (2012)
- 1位 - ＊松木さや
- 2位 - 野津雄太
- 3位 - 若山桃子
- 入選 - 伊藤優里
- 入選 - 山内美慧

第24回 クラリネット (2013)
- 1位 - 西川智也
- 2位 - 勝山大舗
- 3位 - 仲舘壮志
- 入選 - ＊西崎智子
- 入選 - 須東裕基
- 入選 - 荒木こずえ

第25回 フルート (2014)
- 1位 - ★八木瑛子
- 2位 - 伊藤優里
- 3位 - 山内美慧
- 入選 - ＊齋藤志野
- 入選 - 石井希衣

第26回 クラリネット (2015)
- 1位 - ＊コハーン・イシュトヴァ—ン
- 2位 - ヘルバシオ・タラゴナ・ヴァリ
- 3位 - 須東裕基
- 入選 - 篠塚友里江

第27回 フルート (2016)
- 1位 - 鈴木美良乃
- 2位 - 齋藤志野
- 3位 - 佐藤友美
- 4位 - 山本英
- 5位 - ＊喬業路